# Schiedsvereinbarung
Durch eine Schiedsvereinbarung (auch Schiedsvertrag oder Schiedsklausel wenn die Vereinbarung Teil eines größeren Vertragswerks ist; lat. compromissum) schließen die Parteien für Rechtsstreitigkeiten aus einem Vertragsverhältnis die staatliche Gerichtsbarkeit aus und einigen sich auf eine Entscheidung durch ein Schiedsgericht. Die Schiedsvereinbarung ist damit die unverzichtbare Legitimationsgrundlage für das Tätigwerden eines Schiedsgerichts.
Sie muss nach deutschem und österreichischem Recht schriftlich geschlossen werden und kann bereits bei Vertragsschluss, nachträglich zu einem bestimmten Vertrag oder auch erst für einen bereits entstandenen Konflikt geschlossen werden.

## Deutschland
Private Schiedsverfahren mit Schiedsort in Deutschland richten sich nach den §§ 1025 ff. Zivilprozessordnung (ZPO), soweit die Parteien keine eigenen Regelungen treffen oder es sich nicht um einen Schiedsvertrag in Arbeitsstreitigkeiten handelt (vgl. §§ 101 ff. ArbGG). Wird auf eine Verfahrensordnung einer Schiedsinstitution Bezug genommen, so gilt diese als vereinbart. In der Schiedsvereinbarung kann dann auf die Regelung von Einzelheiten des Schiedsverfahrens verzichtet werden.

### Form
Die zulässige Form der Schiedsvereinbarung ist in § 1031 ZPO geregelt. Zwischen Unternehmern können Schiedsvereinbarungen auch durch Allgemeine Geschäftsbedingungen (AGB) vereinbart werden.

### Anwendbares Recht
Das auf die Schiedsvereinbarung anwendbare Recht kann von dem Recht abweichen, das auf den im Streit stehenden Sachverhalt anzuwenden ist. Insbesondere können die Parteien das auf die Schiedsvereinbarung anwendbare Recht getrennt vom Hauptvertrag wählen. Ist deutsches Recht anzuwenden, richten sich Zustandekommen und die Wirksamkeit nach den materiellrechtlichen Vorschriften des BGB.

### Wirkung
Nach § 1032 ZPO hat ein angerufenes staatliches Gericht sich für unzuständig zu erklären und die Klage abzuweisen, wenn der Rechtsstreit einer Schiedsvereinbarung unterliegt und der Beklagte sich darauf beruft. Die Schiedsvereinbarung muss sich immer auf ein bestimmtes Rechtsverhältnis beziehen. So soll verhindert werden, dass sich Parteien für eine unübersehbare Zahl von Fällen ihres Rechts auf den gesetzlichen Richter nach Art. 103 GG begeben.

## Europäische Union
Schiedsklauseln, mit denen Investoren aus EU-Mitgliedstaaten Klage gegen einen anderen EU-Mitgliedstaat erheben können, sind nach dem Urteil des Europäischen Gerichtshofs (EuGH) vom 6. März 2018 unvereinbar mit den Grundprinzipien des EU-Rechts.